# Albert Sing
Albert Sing (ur. 7 kwietnia 1917 w Eislingen/Fils, zm. 31 sierpnia 2008 w Origlio) – niemiecki piłkarz, a także trener.

## Kariera piłkarska

### Kariera klubowa
W swojej karierze Sing reprezentował barwy zespołów 1. FC Eislingen, Stuttgarter Kickers, VfR Mannheim, TSG Ulm 1846 oraz BSC Young Boys. Wraz z Young Boys zdobył mistrzostwo Szwajcarii (1957) oraz Puchar Szwajcarii (1953).

### Kariera reprezentacyjna
W reprezentacji III Rzeszy Sing zadebiutował 20 października 1940 w wygranym 7:3 towarzyskim meczu z Bułgarią, a 3 maja 1942 w wygranym 5:3 towarzyskim pojedynku z Węgrami strzelił swojego jedynego gola w kadrze. W latach 1940–1942 w drużynie narodowej rozegrał 9 spotkań.

## Kariera trenerska
Sing karierę szkoleniową rozpoczynał w 1948 roku w klubie 1. FC Normannia Gmünd. Następnie był szkoleniowcem szwajcarskiego zespołu SpVgg Ceresio Schaffhausen, a w 1951 roku został grającym trenerem klubu BSC Young Boys. Do 1964 roku czterokrotnie zdobył z nim mistrzostwo Szwajcarii (1957 1958, 1959, 1960), a także dwukrotnie Puchar Szwajcarii (1953, 1958). W międzyczasie, w 1954 roku był asystentem Seppa Herbergera w reprezentacji RFN.
W kolejnych latach Sing prowadził Stuttgarter Kickers oraz Grasshopper Club, a od grudnia 1966 trenował VfB Stuttgart, grający w Bundeslidze. Pierwszy mecz poprowadził w niej 10 grudnia 1966 przeciwko Borussii Mönchengladbach (0:2). W Stuttgarcie pracował do końca sezonu 1966/1967.
Następnie był szkoleniowcem innego zespołu Bundesligi – TSV 1860 Monachium. Potem wrócił do Szwajcarii, gdzie trenował FC St. Gallen, z którym w sezonie 1968/1969 zdobył Puchar Szwajcarii. W swojej karierze Sing był jeszcze szkoleniowcem drużyn FC Lugano, FC Luzern, FC Fribourg, VfB Stuttgart, FC Chiasso oraz FC Zürich.